# 完颜讹古乃
完颜讹古乃，金朝将领，女真族，完颜氏，银青光禄大夫完顏冶訶之子，阿鲁补之弟。
完颜讹古乃姿质魁伟，精于驰射。十四岁，隶属于秦王完颜宗翰军中，常领兵为侦候。随太祖阿骨打攻辽朝。以甲兵六十骑，追获辽国招讨徒山、公主牙不里献上。击败辽国援军，擒获同瓜。善驰驿，日行千里，多次奉命递送机要。金熙宗皇统元年（1141年），以功授宁远大将军、迭剌唐古部节度使。皇统五年（1145年），授千户。皇统六年（1146年），升任西北招讨使。皇统九年（1149年），升任天德尹、西南路招讨使。完颜亮天德四年（1152年），转任临洮尹，加金紫光禄大夫。年五十三岁，在官任上去世。